# Alan Brooke
Pour les articles homonymes, voir Brooke.
Alan Francis Brooke (23 juillet 1883 – 17 juin 1963), 1er vicomte Alanbrooke, et baron Alanbrooke, est un militaire britannique, au grade de Field Marshal pendant la Seconde Guerre mondiale.

## Biographie
Né à Bagnères-de-Bigorre en France, dans une famille d'Irlande du Nord, Alan Brooke passe la majeure partie de son enfance en France, où il est éduqué, avant d'aller à l'Académie royale militaire de Woolwich. Pendant la Première Guerre mondiale, il sert en France avec l'Artillerie royale, terminant le conflit en tant que lieutenant-colonel. Dans l'entre-deux-guerres, il est conférencier à l'université du personnel de Camberley et à l'université impériale de la Défense où il travaille avec la plupart de ceux qui seront les principaux officiers britanniques de la Seconde Guerre mondiale.
Après le début de ce conflit, Brooke commande le second corps de la Force expéditionnaire britannique sur le continent et joue un rôle majeur dans l'évacuation des troupes alliées de Dunkerque. En juillet 1940, il est nommé au commandement de l'United Kingdom Home Forces et en décembre 1941 promu au rang de Chief of the Imperial General Staff (CIGS) et président du Comité des chefs d'état-major, un poste qu'il occupe jusqu'en 1946.
Dans ce rôle, Brooke sert de premier conseiller militaire au Premier ministre Winston Churchill, au Cabinet de guerre et aux alliés du Royaume-Uni. Comme CIGS, Brooke est la tête fonctionnelle de l'armée, et à la tête du Comité des chefs d'état-major, il est responsable de la direction stratégique globale de l'effort de guerre. Brooke se voit offrir le commandement des forces britanniques au Moyen-Orient, poste qu'il refuse, pensant qu'il doit rester au Royaume-Uni pour empêcher Churchill de mener le pays dans des aventures militaires hasardeuses.
En 1942, Brooke rejoint le commandement exécutif des alliés occidentaux, le Chief of the Imperial General Staff américano-britannique à Washington.
Il est plus tard amer et déçu de ne pas être choisi pour diriger le débarquement allié en Europe de l'Ouest, poste qui revient au général Eisenhower, alors que cette responsabilité lui avait été promise par Churchill. Cela fut imposé  par Roosevelt lors qu'il réalisa que le nombre de soldats américains engagés dans l'opération Overlord allait être supérieur à celui des britanniques.
En 2001, la publication des mémoires de guerre, War Diaries, non censurées d'Alan Brooke apporte ses visions jour par jour de l'effort de guerre britannique et, parfois, des critiques directes à propos de Winston Churchill et d'autres personnages importants.
Il est inhumé dans son village d'Hartley Wintney dans le Hampshire où le dernier héritier (3e vicomte Alanbrooke) vit également. À sa mort en 1963, le domaine d'Alanbrooke est estimé à 50 580 £ (soit environ 700 000 £ en 2006).
Des documents retrouvés en 2012 par l'historien britannique Eric Grove ont révélé que l'armée britannique avait conclu en mai 1942 un accord secret avec le gouvernement de Vichy, à l'insu de Winston Churchill et de Charles de Gaulle, visant à armer celui-ci dans l'objectif de la Libération de la France. Ce plan fut abandonné en novembre 1942, à la suite du débarquement allié en Afrique du Nord, et de l'Invasion de la zone sud par les armées allemandes et italiennes,.

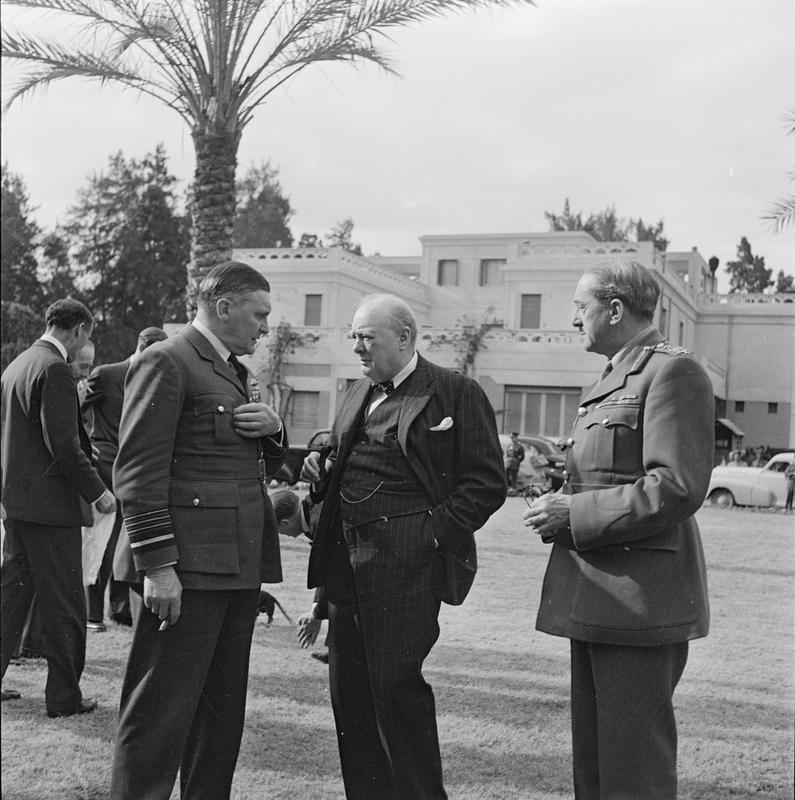
Dans les jardins de l'ambassade du Royaume-Uni au Caire, en août 1942, au premier plan et de gauche à droite : Sholto Douglas, Winston Churchill et Alan Brooke.
En Normandie, le 12 juin 1944, de gauche à droite : Alan Brooke, Winston Churchill et Bernard Montgomery.

## Décorations
Brooke est désigné Baron Alanbrooke (ce qui est une création), de Brookeborough, comté de Fermanagh, en 1945, et Vicomte Alanbrooke en 1946.
Les distinctions suivantes lui ont notamment été attribuées :
- Distinguished Service Order à la Première Guerre mondiale ;
- Chevalier de l'Ordre de la Jarretière ;
- Membre de l'Ordre du Mérite en 1946 ;
- Chevalier grand-croix de l'Ordre du Bain en 1953 ;
- Chevalier grand-croix de l'Ordre royal de Victoria en 1953 ;
- Grand cordon de l'ordre de Léopold en 1946 (Belgique).

Il sert en tant que chancelier d'université à l'Université Queen's de Belfast de 1949 jusqu'à sa mort.
Il dispose aussi de son propre blason. Voir.

## Dans la fiction
2017 : Churchill, joué par Danny Webb.